# YouTube Premium
YouTube Premium，前称YouTube Red、Music Key，是一个提供给世界多個國家地區的YouTube付费流媒体訂閱服務，服務範圍包括美国、澳大利亚、墨西哥、新西兰、韓國、日本、臺灣、馬來西亞、香港、印度、中南美洲以及歐洲各國。它提供的功能有：沒有廣告的YouTube影片播放、使用移动设备离线播放（僅應用程式）及背景播放影片、透過YouTube Music免广告播放音乐，以及观看《YouTube Red Originals》的系列节目和电影的权限。
该服务最初于2014年11月以Music Key为名启用，用户能免广告播放参与了YouTube和Google Play音乐的唱片公司制作的音乐和音乐录像内容。在一番调整之后，此服务于2015年10月31日以YouTube Red为名重启，用户不仅能像以前一样免广告播放音乐，更能免广告观看所有YouTube影片。
除了免广告播放以外，YouTube Red也与各大电视台以及一些YouTube名人合作，制作了《YouTube Red Originals》，只有Red会员才能够观看此电影或节目。不过，如果该YouTube Red节目是一个系列节目的话，系列的第一集会开放给所有人观看。除了透过订阅YouTube Red来观看这些电视节目、电影之外，当所在地区不提供订阅服务时，用户可以透过YouTube或Google Play 影视购买特定的集数或电影。

## 历史
2014年11月，YouTube和Google Play音乐开始合作提供一个名为Music Key的服务，意图用它来代替YouTube之前的订阅服务。Music Key能免广告播放YouTube上参与计划的唱片公司所制作的音乐录像，同时还能在YouTube移动应用程式后台播放或离线播放音乐影像。此服务还包括了使用Google Play音乐全通的权限，可以免广告播放音乐（仅音檔）。除了Music Key外，Google也开始进一步整合Play音乐应用和YouTube应用，其中包括音乐推荐共享，以及在Play音乐应用中观看YouTube音乐影像的功能。Music Key并不是YouTube第一次进军付费内容的尝试，他们曾在2010年开始出租影片，以及在2013年开始提供过付费订阅频道。
在封测过程中，Music Key因其提供的内容太有限而获得了褒贬不一的评价。YouTube的首席商业官——罗伯特·金奇尔也解释说，他的女儿就困惑为什么《冰雪奇缘》的音乐影片在该服务裡就不算作“音乐”，也就不免费。在这些顾虑及其他一些因素的影响下，YouTube决定对Music Key进行重新包装，从而创建了YouTube Red。不像Music Key，YouTube Red的目的是让用户能免广告观看所有影片，而不仅仅是音乐及音乐影片了。此改变需要YouTube向创作者和版权拥有人寻求同意，让他们制作的内容成为免广告服务的一部分；在新的合约条规下，合作人会从YouTube Red订阅服务的盈利中分上一杯羹，至于分多少则根据订阅者的观看时长来决定。
YouTube也会试着和像是Hulu和Netflix这样的网站竞争，它将提供原创内容（YouTube Originals）这个特色作为订阅服务的一部分，最大化地利用了最著名的一些YouTube創作者和专业的制片公司。罗伯特·金奇尔认为，尽管许多YouTube創作者在小本制作的前提下能进行创作并建立起了追随者群体，但他也承认“想要扩大影响力，就需要大公司，也需要使用一些与小本制作不一样的技巧，比如能讲好一个故事的能力和节目运作的能力。
2015年10月21日，YouTube宣布此服务将会在同年10月31日以YouTube Red重启，这次将范围扩大到提供所有YouTube影片的免广告观看，同时还包括与YouTube創作者和名人合作制作的原创付费内容。著名的YouTube創作者——PewDiePie，他参与制作了原创付费内容中的一部，他表示此服务是为了弥补广告拦截插件所导致的盈利损失。
2016年5月18日，YouTube Red和YouTube 音乐在澳大利亚和新西兰启用。它们是除美国以外首个获得此服务的国家。
2016年8月3日，YouTube Kids应用开始支援YouTube Red。
2016年12月6日，YouTube Red拓展至大韩民国。
2018年5月17日，YouTube在宣布YouTube Music将会作为各别的订阅音乐服务将会重启的同时，也宣布此服务将会更名为YouTube Premium。YouTube也宣布服务价格将会从每个月9.99美元涨至11.99美元，并且也让加拿大和13个欧洲市场（包括奥地利、丹麦、芬兰、法国、德国、爱尔兰、意大利、挪威、俄罗斯、西班牙、瑞士和英国）用户能够使用。
2019年11月6日，YouTube Premium, YouTube Music Premium 開放亞洲7個地區，分别是台灣，香港，印度尼西亞，馬來西亞，菲律賓，新加坡，泰國。。
2021年8月1日，YouTube在比利時、盧森堡、丹麥、芬蘭、挪威和瑞典等國試行名為YouTube Premium Lite的訂閱版本。此訂閱服務每月收費6.99歐元，較原先訂閱方案便宜。但與Premium方案不同，YouTube Premium Lite方案僅包括免除YouTube廣告的功能，
2023年10月25日起YouTube停止提供YouTube Premium Lite服务。

## 功能
YouTube Premium订阅服务允许用户在YouTube的Web端和移动应用程序端中免广告观看影片（主要功能）（移动端也包括YouTube音乐、YouTube Gaming和YouTube Kids应用程式）。透过应用程式，用户可以在后台播放影片，能将影片下载到设备上以便之后离线观看，还能在Android 8.0以上的系统裡开启画中画模式。YouTube Premium也提供了只有订阅后才能够观看的原创内容（YouTube Originals），这些内容都是由YouTube影响力最大的创作者所制作和发行的。该服务的用户还能用Google Play音乐全通来免广告播放音乐。

## 内容
YouTube Premium与专业制片廠商和YouTube名人合作提供的一些原创节目和系列，所有原創系列的第一集則會免費開放給非會員觀賞。
2018年11月，YouTube表示正計劃在2020年將部分會員專屬內容以置入廣告的方式開放給非會員觀看。

## 迴響

### 许可资源
2014年5月，在Music Key服务进行官方发布之前，一个名为全球独立网络（Worldwide Independent Network）的独立音乐贸易组织宣称在YouTube想与独立唱片公司签订的不可谈判的合约中，相比起其他流媒体公司对这些独立厂牌的預估值低了不少。他们还表示YouTube曾威胁一个公司，如果不接受新条规的话就会对外封锁该公司的影片。在2014年6月的《金融時報》中，罗伯特·金奇尔表明这些措施是“为了确保平台上的所有内容能够由新的合約条约所管理”。在表示90%的唱片公司已签订协议的同时，他继续表明“虽然希望有100%的成功率，我们也明白这可能是一个无法达成的目标，我们有责任为了用户们和这一产业而推出更好的音乐体验”。《金融時報》之后报导YouTube和一个代表了超过2万个独立唱片公司的协会——Merlin Network签订了集体协议，不过YouTube并没有确认过这一新闻。
随着YouTube Red的推出，YouTube表示同样的合约需求将会应用在所有YouTube 合作伙伴计划的成员上；合作伙伴若不接受YouTube Red服务新的条规和盈利共享协议，他们的影片将会在可使用YouTube Red的地区中被完全封锁。ESPN的YouTube频道就其中遭受了显著影响；一名来自ESPN的母公司——华特迪士尼公司的代表表示这是因为ESPN的YouTube影片中含有的体育片段与第三方版权有冲突，从而与导致YouTube无法在新规定下提供这些影片。不过一小部分的旧影片仍然存在于ESPN的主频道。
相似的，部分影片如由日本公司持有版权將會被設定在YouTube Red可使用的地区无法观看。《紐約時報》等媒體報導推測是YouTube Red下载影片并离线观看的功能是日本媒体公司犹豫是否要接受新条约的原因，这是因为他们需要依照日本著作权法监控这些内容在什么时候、在哪里，以及如何被使用，但事實上YouTube後台是能夠提供這些資訊的，在商業考量下，他们的内容也在新条约生效後在部分地區無法觀看，除Avex Trax、日本環球音樂外，其他音樂內容部份地區無法觀看。
然而日本在2018年11月，已經開始提供YouTube Premium 服務。